# Porphyroglottis
Porphyroglottis é um género botânico pertencente à família das orquídeas (Orchidaceae).